# Вальдкрайбург
Вальдкрайбург (нім. Waldkraiburg) — місто в Німеччині, розташоване в землі Баварія. Підпорядковується адміністративному округу Верхня Баварія. Входить до складу району Мюльдорф.
Площа — 21,53 км2. Населення становить 23 604 ос. (станом на 31 грудня 2020).